# Amphylaeus obscuriceps
Amphylaeus obscuriceps là một loài Hymenoptera trong họ Colletidae. Loài này được Friese mô tả khoa học năm 1924.

## Hình ảnh

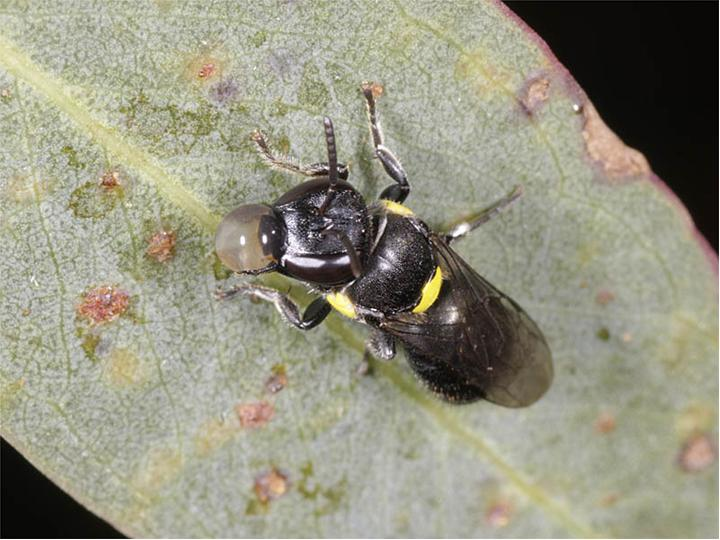
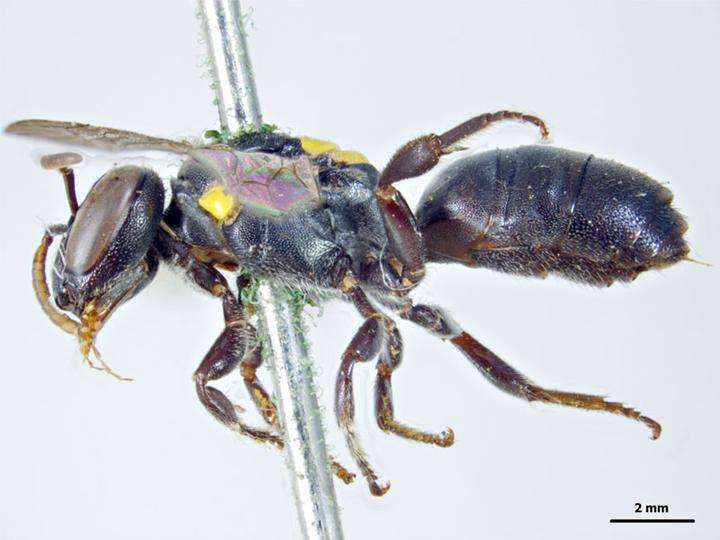
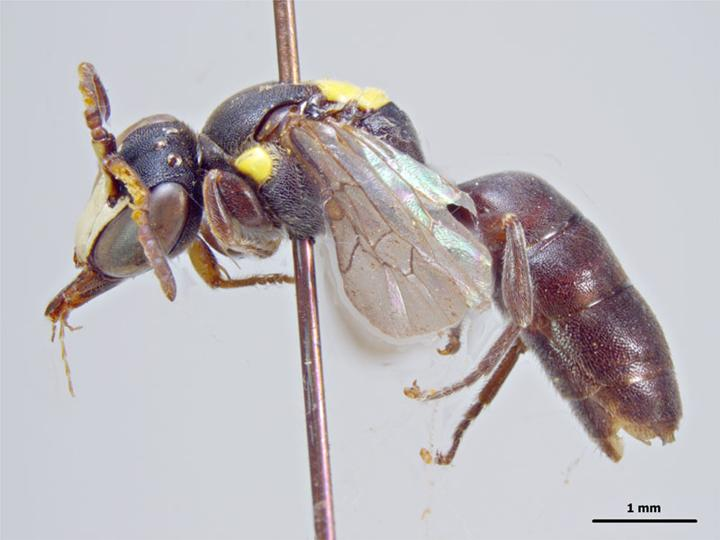
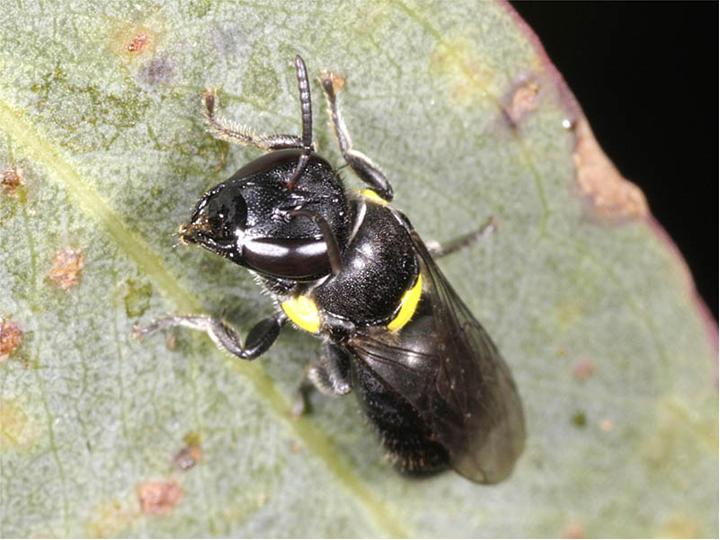